# Itombwe-Schwarzstirnducker
Der Itombwe-Schwarzstirnducker (Cephalophorus hypoxanthus, früher Cephalophus hypoxanthus) ist eine Kleinantilopenart aus der Tribus der Ducker (Cephalophini) innerhalb der Familie der Hornträger (Bovidae). Er wurde 2001 von Peter Grubb und Colin Groves als Unterart des Schwarzstirnduckers (Cephalophorus nigrifrons) beschrieben. Nach einer Revision der Huftiere im Jahr 2011 durch Colin Groves wird er jedoch als eigenständige Art anerkannt.

## Merkmale
Der Itombwe-Schwarzstirnducker erreicht eine Kopf-Rumpf-Länge von ungefähr 85 bis 95 cm, eine Schwanzlänge von ungefähr 11 bis 15 cm und ein Gewicht von 13 bis 16 kg. Das Fell ist insgesamt hell gelblich bis kastanienfarben, wobei die Haarbasis hellgrau getönt ist. Es ist deutlich heller als das des Schwarzstirnduckers. Das Haar ist lang und relativ weich. Ein mittlerer Rückenstreifen wie bei einigen anderen Duckerarten ist nicht vorhanden, die Haarbasis weist jedoch in diesem Bereich eine dunklere Färbung auf. Die Beine sind nur leicht dunkler als der Körper. Die Vorderbeine sind unterhalb des Knies schwach graubraun getönt. An den Hinterbeinen ist die Tönung nur knapp an den Schenkeln sichtbar. Das Kinn ist weiß. Beide Geschlechter haben Hörner. Die Zahnformel lautet I 0/3-C 0/1-P 3/3-M 3/3 (× 2), insgesamt also 32 Zähne.

## Verbreitung und Lebensraum
Das Verbreitungsgebiet erstreckt sich auf die Itombwe Mountains in der Demokratischen Republik Kongo westlich des Tanganjikasees. Sein Lebensraum sind Bergwälder.

## Lebensweise
Über seine Lebensweise ist nichts bekannt. Vermutlich ist er wie der Schwarzstirnducker tagaktiv und ernährt sich von Früchten und Blättern.

## Bestand und Gefährdung
Die IUCN unterscheidet den Itombwe-Schwarzstirnducker nicht als eigenständige Art, sondern behandelt ihn als Unterart des Schwarzstirnduckers. Dessen Gesamtbestand stuft sie als „nicht gefährdet“ (least concern) ein.